# Sistema linguístico histórico galego-português
O sistema linguístico histórico galego-português ou sistema linguístico galego-luso-brasileiro,  é um diassistema formado por conjunto devariedades linguísticas derivadas do galego-português medieval.

## Variedades galego-português
- Língua galega
  - Galego ocidental
  - Galego central
  - Galego oriental
  - Galego das Astúrias
- Fala de Estremadura
  - Mañego
  - Valverdeiro
  - Lagarteiro

- Língua portuguesa
  - Português de Portugal
    - Açoriano
    - Alentejano
    - Algarvio
    - Alto-minhoto
    - Sob-beirão; alto-alentejano
    - Beirão
    - Estremenho
    - Madeirense
    - Dialeto Sob Minhoto-Duriense
    - Transmontano
    - Português oliventino

  - Português do Brasil
    - Baiano
    - Brasiliense
    - Cuiabano
    - Caipira
    - Costa norte (ou cearencês)
    - Carioca
    - Florianopolitano (ou manezês)
    - Fluminense (ou sudestino)
    - Gaúcho
    - Mineiro
    - Nordestino
    - Nortista
    - Paulistano
    - Recifense

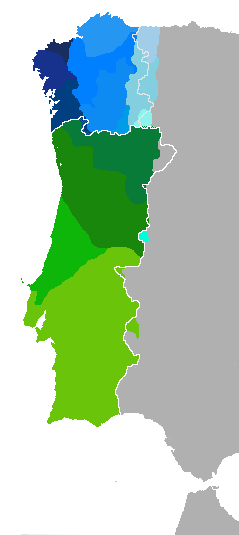
Variedades linguísticas do galego-português na Europa:
Língua galega
Xalimego
Língua portuguesa

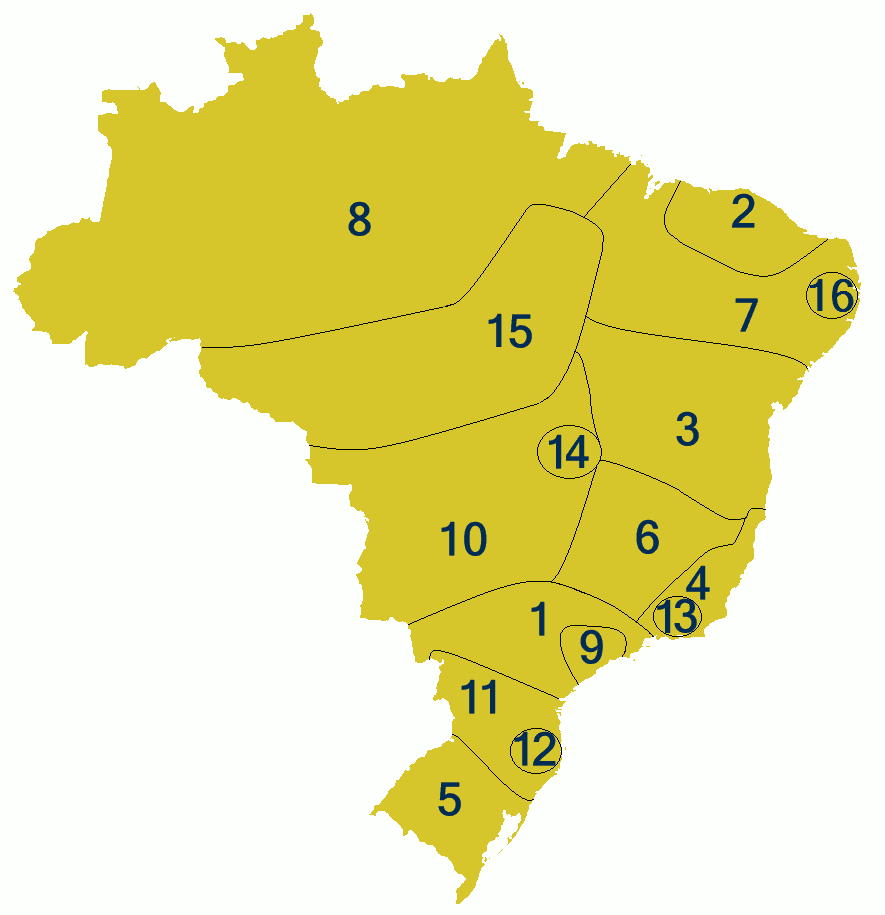
Dialetos do português do Brasil:1 - Caipira
2 - Costa norte
3 - Baiano
4 - Fluminense
5 - Gaúcho
6 - Mineiro
7 - Nordestino
8 - Nortista
9 - Paulistano
10 - Sertanejo
11 - Sulista
12 - Florianopolitano
13 - Carioca
14 - Brasiliense
15 - Serra amazônica
16 - Recifense

    - Serra amazônica (ou arco do desflorestamento)
    - Sertanejo
    - Sulista
    - Dialetos do português uruguaio

  - Angolano
  - Cabo-verdiano (não confundir com o crioulo caboverdiano, língua crioula de base lexical português)
  - Guineense
  - Moçambicano
  - Santomense
  - Timorense
  - Macaense
- Língua judeu-portuguesa

### Outros artigos
- História da língua galega